# هاني الحامد
هاني الحامد (15 يوليو 1986 -)، إعلامي يحمل الجنسية البريطانية من أصل عراقي يقيم في الإمارات.

## مشواره المهني
بدأ مسيرته الإذاعية مديراً على الطاقم الإذاعي في عام 2010 لإذاعة «شمس إف إم» والتي أتخذت من القاهرة والرياض مقراً لها لتصبح أول إذاعة سعودية - خليجية - عربية) تبث برامجها إلكترونياً عبر الإنترنت) برفقة أخيه أحمد الحامد ومع بداية منح تراخيص الإذاعة في المملكة شارك في تأسيس إذاعة «UFM» وإطلاقها

### روتانا FM
بعد ذلك أنتقل للعمل في عام 2011 مديراً للبرامج في أذاعة روتانا , وساهم في تأسيس الإذاعة بكل مجالاتها التقنية والفنية، وكذلك شارك في اطلاق اصوات شبابية لاقت الكثير من النجاح، وفي تلك الفترة تألق في تقديم برنامج المسابقات ( بطل العالم ).

### بانوراما

في عام 2012 أنتقل إلى إذاعة بانوراما، مقدما من خلال أثيرها برنامج (يلا شباب) ، فقدم برنامجاً شبابي منوع بالأخبار الفنية والأخبار المنوعة، والعديد من المسابقات والمواضيع الشبابية الخفيفة

### برامج رمضانية
خلال عامي (2013 ) و(2014 ) عمل على عدة برامج رمضانية وهي:
- برنامج ( ما يصير كذا): عرض بأسلوب كوميدي ساخر بعض العادات التي لا تتناسب مع رمضان وروحانية الشهر الكريم، وينتقد هذه الممارسات بطريقة مشوقة.
- برنامج (خيمة رمضان ) :وهو عبارة عن سهرة فنية متنوعة تحمل طابعًا رمضانيًا، وتمتد لست ساعات يومياً، حيث يتم أستقبال نجوم العالم العربي، ليتحدثوا عن أجواء شهر الصوم، في حوار مباشر مع المستمعين الذين تتاح لهم فرصة المشاركة في الحلقات .

### برنامج أحلى صباح
في عام 2013 أنتقل للعمل في الفترة الصباحية في برنامج أحلى صباح بمشاركة المذيعة سيلفا صبرا وقد أستطاع البرنامج الإذاعي «أحلى صباح» على بانوراما إف إم أن يحقق النجاح في وقت قصير، ويجذب كثيراً من المستمعين بفضل الأسلوب المرن والتلقائية الجميلة في الحوار بين المذيعين مما أضفى نكهة مميزة على برامج الصباح والتخلص من الرتابة والروتين المملين، فأصبح البرنامج بمثابة نافذة إيجابية على الحياة .

### برنامج صباح الخير ياعرب
عام 2014 انضم إلى طاقم برنامج صباح الخير يا عرب الذي يقدم في الفترة الصباحية على قناة إم‌ بي‌ سي 1

## وصلات خارجية
- لقاء هاني الحامد بقناة الديوان
- لقاء صباح العربية